# 鮑德溫廣場 (亞利桑那州)
鮑德溫廣場（英語：Baldwin Place）是位於美國亞利桑那州亞瓦派縣的一個非建制地區。該地的面積和人口皆未知。

## 地理
鮑德溫廣場的座標為34°17′08″N 112°29′08″W / 34.28556°N 112.48556°W，而該地的平均海拔高度為1172米（即3845英尺）。